# فارگو (داکوتای شمالی)
فارگو (به انگلیسی: Fargo) بزرگ‌ترین شهر در ایالت داکوتای شمالی ایالات متحده آمریکاست که جمعیت آن در سرشماری سال ۲۰۱۰ میلادی، ۱۰۵٬۵۴۹ نفر بوده‌است.